# Circuit international de Chengdu
Le Chengdu Goldenport Circuit (en chinois :  成都国际赛车场) est un complexe sportif consacré aux sports mécaniques à Chengdu, en Chine.